# Jin Sun-yu
Jin Sun-yu (진선유, ur. 17 grudnia 1988) – południowokoreańska łyżwiarka szybka, specjalizująca się w short tracku, trzykrotna mistrzyni olimpijska, wielokrotna mistrzyni świata.
Zdominowała rywalizację kobiet w short tracku podczas Zimowych Igrzysk Olimpijskich 2006 w Turynie, zdobywając trzy złote medale: na dystansie 1000 i 1500 m oraz w sztafecie (3000 m). Trzynastokrotna mistrzyni świata w latach 2005–2007.

## Osiągnięcia

### Igrzyska olimpijskie
| Igrzyska olimpijskie | Data           | Konkurencja       | Miejsce |
| -------------------- | -------------- | ----------------- | ------- |
| Turyn 2006           | 15 lutego 2006 | 500 m             | 10.     |
| Turyn 2006           | 18 lutego 2006 | 1500 m            |         |
| Turyn 2006           | 22 lutego 2006 | 3000 m - sztafeta |         |
| Turyn 2006           | 25 lutego 2006 | 1000 m            |         |

### Mistrzostwa świata
- 2005 Pekin – 1. (wielobój); 1. (1500 m); 2. (1000 m); 2. (3000 m); 3. (3000 m - sztafeta); 1. (drużynowo)
- 2006 Minneapolis – 1. (wielobój); 1. (1000 m); 1. (1500 m); 1. (3000 m); 1. (drużynowo)
- 2007 Mediolan – 1. (wielobój); 1. (1000 m); 2. (1500 m); 1. (3000 m);  1. (3000 m - sztafeta); 1. (drużynowo)